# Villavendimio
Villavendimio est une municipalité espagnole de la communauté autonome de Castille-et-León et de la province de Zamora. En 2015, elle compte 163 habitants.

## Histoire
L’existence de Villavendimio est attestée dès le bas Moyen Âge, étant l’une des localités représentées par la ville de Toro à Cortes, ainsi que l’une de celles qui a intégré dans le Moyen Âge la province de Toro.
Dès le XXe siècle, des moulins, des menuiseries, des forges, des pressoirs et autres infrastructures. ont été mis en place avant de disparaître dans les années cinquante en raison des changements sociaux et économiques dans le milieu rural traditionnel.

## Culture locale et patrimoine

### Célébrations et festivités
Le 15 mai, la commune célèbre la San Isidro (saint Isidore) avec une messe, une procession avec des représentations iconographiques et San Isidro et une bénédiction.
La fiestas del Turista (fête du tourisme) est célébrée début août dans la commune. A cette occasion, des manifestations sportives, ludiques et festives sont organisées.
La fête patronnale a lieu le 29 septembre, jour de la San Miguel (saint Michel). 
Les habitants célèbrent également dans la première semaine d’août un festival techno appelé "Villatechnillo" le plus grand festival de la province de Zamora.